# Stranická škola ústředního výboru Komunistické strany Číny
Stranická škola ústředního výboru Komunistické strany Číny (čínsky znaky zjednodušené 中共中央党校) je vysokoškolská instituce, která vychovává kádry Komunistické strany Číny. V roce 2012 na ní studovalo přibližně 1 600 studentů. Současným ředitelem je Čchen Si, člen politbyra ústředního výboru Komunistické strany Číny. Sídlí v pekingském obvodu Chaj-tien v blízkosti Starého letního paláce a Letního paláce.

## Historie
Škola byla založena v roce 1933 v Žuej-ťin v Ťiang-si. Po odchodu čínské Rudé armády na Dlouhý pochod se rozpadla a byla znovu obnovena v zimě roku 1936. Její činnost byla pozastavena v roce 1947, kdy se Komunistická strana Číny stáhla z Jen-anu. V roce 1948 byla znovu otevřena v Pching-šanu v provincii Che-pej a poté, co Komunistická strana Číny v roce 1949 obsadila Peking, byla přesunuta do Pekingu.
V roce 1955 byla reorganizována tak, aby spadala přímo pod ústřední výbor Komunistické strany Číny. V roce 1966 byla během kulturní revoluce zrušena a v březnu 1977 byla obnovena. V letech 1989–2017 stál v čele školy nejvýše postavený tajemník sekretariátu ÚV KS Číny, který byl současně členem stálého výboru politbyra ÚV KS Číny.

### Nesouhlas
V červnu 2020 kritizovala generálního tajemníka ÚV KS Číny Si Ťin-pchinga Cchaj Sia, bývalá profesorka školy. Ve dvacetiminutovém zvukovém záznamu na čínských sociálních sítích označila Si Ťin-pchinga za „mafiánského bosse“ a vládnoucí komunistickou stranu za „politickou zombie“. Uvedla, že všichni jsou Si Ťin-pchingovi otroci a že neexistují lidská práva a právní stát. Navrhla, aby Si Ťin-pching odešel do důchodu. Dne 17. srpna 2020 byla vyloučena ze školy a byl jí zrušen starobní důchod.

## Ředitelé
1. Li Wej-chan (李维汉): 1933–1935
2. Tung Pi-wu (董必武): 1935–1937
3. Li Wej-chan (李维汉): 1937–1938
4. Kchang Šeng (康生): 1938–1939
5. Teng Fa (邓发): 1939–1942
6. Mao Ce-tung (毛澤東): 1942–1947
7. Liou Šao-čchi (刘少奇): 1948–1953
8. Kchaj Feng (凯丰): 1953–1954
9. Li Čuo-žan (李卓然): 1954–1955
10. Jang Sien-čen (杨献珍): 1955–1961
11. Wang Cchung-wu (王从吾): 1961–1963
12. Lin Feng (林枫): 1963–1966
13. Chua Kuo-feng (华国锋): 1977–1982
14. Wang Čen (王震): 1982–1987
15. Kao Jang (高扬): 1987–1989
16. Čchiao Š’ (乔石): 1989–1993
17. Chu Ťin-tchao (胡锦涛): 1993–2002
18. Ceng Čching-chung (曾庆红): 2002–2007
19. Si Ťin-pching (习近平): 2007–2013
20. Liou Jün-šan (刘云山): 2013–2017
21. Čchen Si (陈希): 2017–současnost